# Здание Исполнительного комитета СНГ
Здание Исполнительного комитета СНГ, ранее здание Минского обкома КПБ — историческое здание середины XX века в Минске, памятник архитектуры (номер 713Г000073). Расположено по адресу: улица Кирова, дом 17 (угол с Комсомольской улицей, дом 38).

## История
Здание построено в 1953-1956 гг. по проекту архитекторов А. П. Воинова и Л. Д. Усовой для размещения Минского областного комитета Коммунистической партии Белоруссии. В 1988 году со двора пристроено шестиэтажное крыло (архитектор Л. М. Погорелов). В конце XX века здание заняли Исполнительный комитет СНГ, а также Экономический суд СНГ и посольства Армении, Таджикистана и Туркмении.

## Архитектура
Здание возведено в стиле сталинского неоклассицизма. Основной объём здания четырёхэтажный, Г-образный в плане. Центром композиции фасадов является многогранный объём на углу улиц, который венчает полусферический купол со шпилем. Под прямым углом к нему примыкают боковые крылья здания. Горизонтальные тяги разделяют фасады на три яруса. Первый ярус оформлен как цоколь, отделан розовым гранитом. Стены 1-2 этажа рустованы, а стены 3-4 этажей декорированы пилястрами коринфского ордера. Здание венчает сложный карниз классического профиля. Окна верхнего этажа полуциркульные, нижних этажей - прямоугольные. Здание имеет коридорную планировку, главный вестибюль находится в центральном объёме, с боковыми крыльями его соединяют лестницы. Верхний этаж центрального объёма занимает двусветный зал заседаний, перекрытый куполом. Купол и стены зала богато декорированы лепниной и пилястрами.

## В филателии

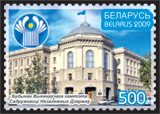
Здание на марке Республики Беларусь 2009 года
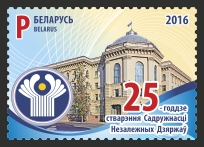
Здание на марке Республики Беларусь 2016 года
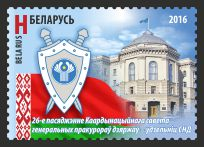
Здание на марке Республики Беларусь 2016 года